# Muzicanții din Bremen
„Muzicanții din Bremen” (în germană Die Bremer Stadtmusikanten) este un basm scris de frații Grimm în care acțiunea se desfășoară în regiunea orașului Bremen.

## Conținut
Povestea se referă la patru animale, un cocoș, o pisică, un câine și un măgar care, fiind bătrâni și devenind nefolositori, urmau să fie ucise. Animalele reușesc să fugă, întâlnindu-se întâmplător pe drum, iar la propunerea măgarului pornesc prin pădure spre Bremen, petrecându-și noaptea într-o casă ce aparținea unor tâlhari. Cele patru animale reușesc să sperie hoții care fug din casă și lasă sălașul animalelor. În Bremen există un monument a lui Gerhard Marcks (1953) care reprezintă cele patru animale din poveste.